# Sierraceratops
Sierraceratops („rohatá tvář z kraje Sierra“) byl rod rohatého dinosaura (ceratopsida), žijícího v období pozdní svrchní křídy na území dnešního státu Nové Mexiko v USA. Fosilie tohoto býložravého dinosaura byly objeveny v sedimentech souvrství Hall Lake (geologické věky kampán až maastricht, stáří asi 75 až 71 milionu let).

## Historie a význam
Typový a dosud jediný známý druh S. turneri byl formálně popsán v roce 2021.
Tento ceratopsid měl neobvykle krátké nadočnicové rohy a naopak značně robustní "tvářové" rohy. Mezi jeho sesterské druhy patřily rody Bravoceratops a Coahuilaceratops. Je tak dalším dokladem endemických dinosauřích faun na území někdejší Laramidie.
Při celkové délce kolem 4,5 metru a délce lebky zhruba 1,5 metru se jednalo o menšího až středně velkého ceratopsida.